# Lago Balaton
O lago Balaton (em eslovaco Blatenské jazero, "lago barrento", provável origem do nome; em alemão Plattensee; em latim Lacus Pelso) é um lago localizado na Hungria e o maior da Europa Central e Oriental, com uma superfície de 592 km². Seu comprimento é de 77 km e sua largura varia de 4 a 14 km. A superfície do lago situa-se a 104 m acima do nível do mar, e sua profundidade chega a 11 m (profundidade média 3,2 m). Como a Hungria não tem costa marítima, o lago Balaton é às vezes chamado de "Mar Húngaro". O rio Zala fornece a maior quantidade de água ao lago, e o canal Sió provê a saída de água quando necessário.

## Turismo

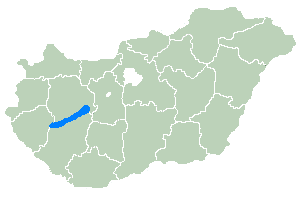
Localização do lago Balaton na Hungria

A alta estação vai de Junho até o fim de Agosto. A temperatura média durante o verão é de 23 °C, o que torna banhos e nado bem agradáveis. Outras atrações turísticas são a navegação, a pesca e outros esportes aquáticos, bem como a visita da região — vinhas na margem norte e vida noturna no sul. A península de Tihany é um distrito histórico.
As principais localidades são Keszthely, Balatongyörök, Badacsony, Balatonrendes, Révfülöp, Balatonakali, Tihany, Balatonfüred, Balatonalmádi, Balatonkenese, Balatonvilágos, Siófok, Zamárdi, Balatonföldvár, Balatonlelle, Balatonboglár, Fonyód, Balatonmáriafürdő, e Balatonberény.